# GRK2

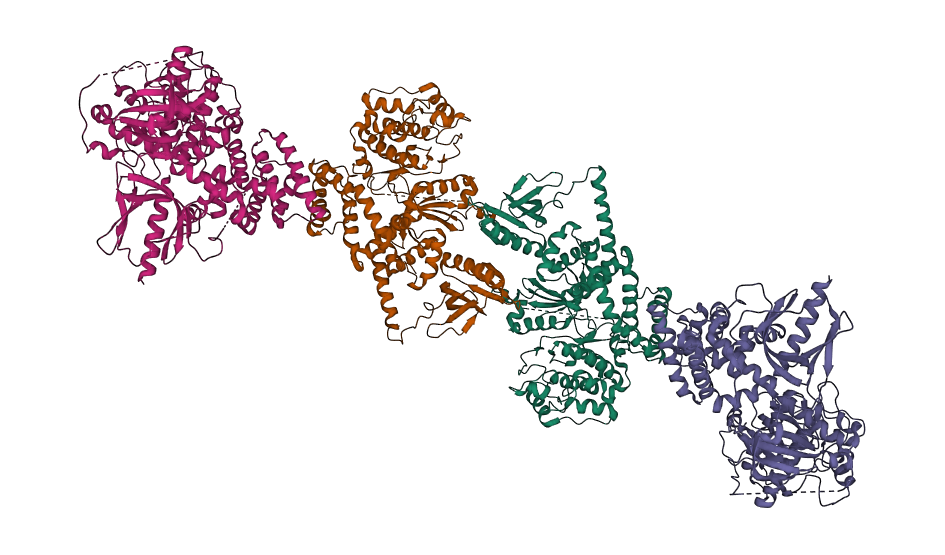
Estructura asimétrica de GRK2

El receptor quinasa 2 acoplado a proteína G (GRK2 por sus siglas en inglés) es una enzima que en humanos está codificado por el gen ABRBK1.
GRK2, inicialmente nombrado receptor quinasa Beta-adrenérgico (βARK o βARK1), pertenece a la subfamilia de las proteínas quinasa Serina/Treonina llamada receptores quinasa acoplados a la proteína G, que es muy similar a GRK3 (βARK2).

## Estructura y contenido
Concretamente, la enzima GRK2 proviene de la familia GRK, por tanto comparte una estructura común con los miembros de dicha familia. Las GRKs están compuestas por un grupo de proteínas serinas/treoninas quinasas que se encargan de reconocer y fosforilar GPCRs, los cuales anteriormente han sido excitados por agonistas capaces de unirse a un receptor celular y causar una determinada acción en consecuencia. Entre los integrantes de esta gran familia encontramos 7 presentes en los mamíferos. A su vez, este grupo de proteína tienen en común una estructura de dominios funcionales similar (2-4).
La familia GRK se clasifica según la homología de secuencias en 3 grupos: en primer lugar, la familia ropsodina quinasa o GRK visuales, que comprende los grupos GRK1 y GRK7; en segundo lugar, la familia de la quinasa receptor β-adrenérgico, donde se encuentran los grupos GRK2 y GRK3; y por último la familia GRK4, con los grupos GRK4, GRK5 y GRK6.
Estructuralmente, las GRKs presentan un dominio central catalítico (aproximadamente 270 aminoácidos) que se encuentra bordeado por un dominio N-terminal (185 aminoácidos aproximadamente) y un dominio carboxilo-terminal (de 105 a 230 aminoácidos de longitud). Importante mencionar que el dominio N-terminal contiene un dominio Rh con una longitud de 120 aminoácidos, y además se cree que funciona identificando al receptor y ayudando en el anclaje a la membrana.
En específico, la enzima GRK2 presenta una estructura cristalina, cuya unión con unidades β1γ2 de proteínas G ha ayudado a entender la regulación de las GRK y poder establecer sus tres regiones, cada una situada en un vértice de un triángulo: los dominios Rh, la quinasa y el PH). El dominio Rh puede interaccionar específicamente con los otros dos dominios/vértices (quinasa y PH), y a su vez con miembros de la familia Gαq, ejecutando una función de bloqueador frente la interacción con su efector (fosfolipasa C beta). El dominio PH (dominio de homología pleckstrin) se encuentra en la región C-terminal y entre sus funciones se encuentra la vinculación a PIP2 (un tipo de fosfolípido) y a Gβγ libres.
Estudios e investigaciones recientes sobre esta enzima con función de fosforilación aseguran que en su estructura encontramos mucho más, como por ejemplo zonas de interacción con diferentes proteínas de la célula. Estos estudios siguen en curso actualmente.
En cuanto a contenido, el peso molecular de la GRK2 oscila alrededor de 79573.61 u (unidad de masa atómica). Esta enzima incluye: casi 20,000 átomos, unos 2,400-2,500 residuos, además de 2,700 residuos depositados.

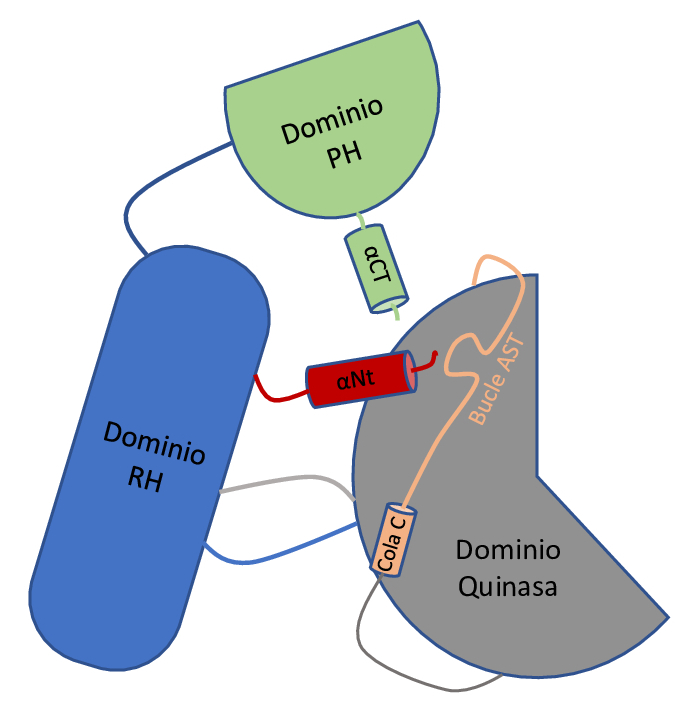
Organización multidominio de GRK2

Es un receptor que presenta diferentes secciones hidrofóbicas e hidrofílicas para anclarse a la bicapa lipídica de la membrana celular. GRK2 está formada por cuatro cadenas A, B, C y D de 608, 608, 607 y 599 aminoácidos por cada cadena respectivamente. Son cadenas formadas por carbono en un 64%, nitrógeno en un 17%, oxígeno en un 18% y azufre en un 1% aproximadamente.
En la imagen de la organización multidominio de GRK2 se puede observar la organización estructural de los diferentes dominios de dicha proteína. Los tres dominios: N-terminal Rh(en azul), central Quinasa (en gris) y C-terminal PH (en verde). El dominio Rh se conecta con los dominios PH y quinasa. Los residuos αN-Terminal están empaquetados en el bucle AST y su estructura es muy importante para la fosforilación de GPCR y de sustratos citosólicos. Otros residuos de αN se ubican lejos de la zona catalítica y participan en el reclutamiento de GPCR, formando una zona hidrofóbica para su acoplamiento y transportando la activación al dominio quinasa. Por otra parte, la cola C es necesaria para el cierre y actividad del dominio quinasa.

## Funciones
Las quinasas de los receptores acoplados a proteínas G fosforilan los receptores acoplados a proteínas G activados, lo que promueve la unión de una proteína arrestina al receptor. La unión de la arrestina al receptor fosforilado y activo, impide la estimulación del receptor por parte de las proteínas G heterotriméricas transductoras, bloqueando su señalización celular y provocando la desensibilización del receptor. La unión de la arrestina también dirige a los receptores a vías específicas de internalización celular, eliminando los receptores de la superficie celular y también impidiendo una activación adicional. La unión de la arrestina al receptor fosforilado y activo, también permite la señalización del receptor a través de las proteínas asociadas a la arrestina. Así, el sistema GRK/arrestina, sirve como un complejo interruptor de señalización para los receptores acoplados a proteínas G.
La GRK2 y la estrechamente relacionada GRK3, fosforilan a los receptores en sitios que favorecen la desensibilización, internalización y tráfico del receptor mediado por la arrestina, en lugar de la señalización mediada por la arrestina (en contraste con la GRK5 y la GRK6, que tienen el efecto contrario). Esta diferencia, es una de las bases del agonismo farmacológico sesgado (también llamado selectividad funcional), donde un fármaco que se une a un receptor puede sesgar la señalización de ese receptor hacia un subconjunto particular de las acciones estimuladas por ese receptor.
La GRK2 se expresa ampliamente en los tejidos, pero generalmente a niveles más altos que en la GRK3 relacionada. La GRK2 se identificó originalmente como una proteína quinasa que fosforila el receptor adrenérgico β2, y se ha estudiado más ampliamente como regulador de los receptores adrenérgicos (y otros GPCR) en el corazón, donde se ha propuesto como objetivo farmacológico para tratar la insuficiencia cardíaca. Las estrategias para inhibir la GRK2 incluyen el uso de pequeñas moléculas (incluyendo la Paroxetina y el Compuesto-101) y el uso de enfoques de terapia génica, que utilizan dominios reguladores de la GRK2 (en particular, la sobre expresión del dominio de pleckstrin-homología (PH) carboxi-terminal que se une al complejo de la proteína G subunidad-βγ e inhibe la activación de la GRK2 (a menudo llamado "βARKct"), o simplemente un péptido de este dominio PH).
GRK2 y  GRK3 pueden interactuar con subunidades de proteínas G heterotriméricas resultantes de la activación de GPCR, tanto para ser activadas como para regular las vías de señalización de las proteínas G. GRK2 y GRK3 comparten un dominio de homología de pleckstrin (PH) carboxilo terminal que se une a las subunidades βγ de la proteína G, y la activación por el GPCR de las proteínas G heterotriméricas libera este complejo βγ libre que se une a GRK2/3 para reclutar estas quinasas a la membrana celular precisamente en la ubicación del receptor activado, aumentando la actividad de las GRK para regular el receptor activado. El dominio N-terminal de homología RGS (Rh) de GRK2 y GRK3 se une a las subunidades de proteínas G heterotriméricas de la familia Gq para reducir la señalización Gq secuestrando las proteínas G activas lejos de sus proteínas efectoras, como la fosfolipasa C-beta; pero los dominios Rh de GRK2 y GRK3 no pueden funcionar como proteínas activadoras de GTPasas (como hacen las proteínas RGS tradicionales) para desactivar la señalización de las proteínas G.

## Interacciones
Se ha demostrado que la GRK2 interactúa con numerosas proteínas:
- Complejo de la proteína Gβγ[21]
- Miembros de la familia de la proteína GNAQ.[22][23]
- GIT1 y GIT2.[24][25]
- PDE6G.[26]
- PRKCB1.[27]
- Src.[26]

## Regulación de los niveles de localización, actividad y expresión
Las interacciones de la enzima GRK2 con proteínas supone la regulación de sus niveles de localización, actividad y expresión.

#### Regulación de la localización celular de GRK2
La GRK2 está presente en distintos compartimentos celulares, por tanto esto implica la existencia de maquinaria encargada del tráfico entre los distintos reservorios de la proteína. Para ilustrarlo se pueden tener en cuenta varios ejemplos: GRK2 interacciona con clatrina gracias a su región C-terminal (donde se encuentra una “clathrin box”); se encuentra asociada también con membranas microsomales, dicha asociación es posible por su dominio N-terminal; también interacciona con proteínas del citoesqueleto. En definitiva, presenta una colocación celular basal muy compleja.

#### Regulación de la actividad de GRK2
Para regular esta actividad de GRK2 se requiere fosforilación por parte de quinasas con el fin de modular sus interacciones con proteínas celulares; una de las fosforilaciones más importantes es la que se produce en residuos de serina o tirosina. El siguiente paso a la fosforilación es la interacción con proteínas. Toda esta actividad está regulada por diversos mecanismos.

#### Regulación de la expresión de GRK2
En el proceso de regulación de la estabilidad de GRK2 obtenemos mecanismos para controlar su nivel de expresión, conocemos poco acerca de estos mecanismos y todavía menos sobre aquellos que modulan su transcripción. Se sabe que a nivel transcripcional, la expresión de GRK2 en células del músculo liso de la aorta está determinada por la interacción de vías de señalización. Pero, se desconoce si esto sucede en todos los tipos y subtipos de células.

## Usos en terapia
El receptor quinasa 2 acoplado a proteínas G (GRK2) se está convirtiendo en un punto de señalización clave en una variedad de procesos biológicos que van desde el crecimiento y la proliferación celular hasta la migración y la quimiotaxis. Por ello, la GRK2 está implicada en la patogénesis molecular de un amplio grupo de enfermedades, como la insuficiencia cardíaca, el cáncer, la depresión y las enfermedades neurodegenerativas, entre otras. 
Estudios recientes han demostrado que la GRK2 también modula un conjunto diverso de otros procesos moleculares a través de sustratos de la quinasa GRK2 recientemente identificados y a través de un número creciente de socios de unión de interacción proteína-proteína.
La quinasa-2 de los receptores acoplados a la GRK2 es un regulador de los GPCRs, en particular de los receptores β-adrenérgicos (ARs), y como se ha demostrado después de décadas de investigación, tiene un papel fundamental en el desarrollo y la progresión de las enfermedades cardiovasculares, como la insuficiencia cardíaca (IC). De hecho, los niveles y la actividad elevados de esta quinasa son capaces de promover la disfunción de los α- y β-ARs cardíacos y suprarrenales y de regular otras vías de señalización protectoras, como la esfingosina 1-fosfato y la insulina. 
Además, descubrimientos recientes sugieren que la GRK2 puede señalar independientemente de los GPCRs, de forma "no canónica", a través de la interacción con moléculas no GPCR o a través de su localización mitocondrial. 
Se ha probado la inhibición de la GRK2 o su supresión genética en varios modelos animales dispares de enfermedad cardiovascular, demostrando que protege el corazón de la remodelación y la disfunción adversas. 
La IC es una de las principales causas de muerte en todo el mundo, con un enorme coste sanitario. Por ello, la identificación de nuevas dianas terapéuticas como la GRK2 y estrategias como su inhibición representan una nueva esperanza en la lucha contra el desarrollo y la progresión de la IC.

#### Aplicaciones terapéuticas en casos de diabetes
Una de las aplicaciones terapéuticas que podemos extraer de GRK2 está directamente relacionada con la fase inicial de liberación de insulina por parte del páncreas, fase que en personas prediabéticas o diabéticas se encuentra alterada.
Según los resultados publicados en BMC Biology, revista científica en línea, por un grupo de investigadores españoles del CIBERCV y de CIBERDEM que llevan años investigando, aseguran que la GRK2 es un regulador negativo de la secreción de insulina intermediada por GLP-1R. Sus investigaciones han sido realizadas en islotes pancreáticos apartados, líneas celulares en cultivo y también sobre animales de laboratorio que han sido genéticamente modificados con el fin de tener niveles de GRK2 bajos.
Sus resultados también muestran que inhibir la enzima GRK2 ocasiona un aumento en la secreción de insulina, por parte de las células beta pancreáticas de los animales mencionados anteriormente, durante el transcurso de la etapa precoz de la liberación de insulina por el páncreas. Esta fase se corresponde con la más alterada en personas que sufren diabetes.